# Georg Pongratz
Georg Pongratz (* 9. Februar 1835 in  Höfern heute St. Andrä; † 26. Februar 1908 ebenda) war ein österreichischer Landwirt, Fleischhauer und Politiker.

## Leben
Pongratz war der Sohn des Landwirts Balthasar Pongratz (* 18. März 1799; † 30. August 1879) und dessen Ehefrau Maria geb. Gritsch (* 1807; † 20. Januar 1887). Er war römisch-katholisch und heiratete in erster Ehe Maria (* 1836; † 16. Dezember 1892). Nach dem Tod der ersten Ehefrau heiratete er am 2. April 1894 in zweiter Ehe Rosa Hafner (* 29. August 1860; † 21. September 1947). Aus dieser Ehe gingen zwei Söhne hervor, von denen einer jung starb. Er war ein Bruder von Leopold Pongratz und Rudolf Pongratz und ein Neffe von Paul Waschner.
Pongratz war Landwirt und Fleischhauer sowie Realitätenbesitzer in St. Andrä. Von 1884 bis 1887 amtierte er als Bürgermeister von St. Andrä im Lavanttal. Er war mehrjähriger Obmann des Landesstrassen-Ausschusses für den Bezirk St. Andrä und Kandidat der klerikalen Partei für die Reichsratswahl 1873 im Wahlbezirk St. Veit–Wolfsberg.
Vom 14. September 1871 bis zum 15. Mai 1882 war er Abgeordneter im Kärntner Landtag für den Wahlkreis LGM 3 Wolfsberg. Im Landtag war er Mitglied des Revisionsausschusses. Er gehörte dem Klub Deutschklerikale an.